# FS E.332
Die Baureihe E.332 war eine Elektrolokomotiv-Baureihe der staatlichen italienischen Eisenbahn Ferrovie dello Stato. Sie wurde auf dem oberitalienischen Drehstromnetz im leichten Reisezugdienst eingesetzt. Die Lokomotiven waren bis 1963 in Betrieb, und keine Lokomotive der Reihe ist erhalten geblieben.

## Geschichte
Die erfolgreiche Entwicklung des oberitalienischen Drehstromnetzes führte nach der Entwicklung der ersten Lokomotiven FS E.550 und FS E.330 ab 1908 zu dem Bestreben der FS, das Monopol der Società Italiana Westinghouse durch die Schaffung einer Lokomotive anderer Konstruktion zu durchbrechen. Daraus entstanden die Lokomotiven der Reihen FS E.331 und FS E.332. Es entstand von dieser Lokomotive 1913 ein Auftrag von 6 Maschinen, wobei für den elektrischen Teil Lizenzen der Firma Maschinenfabrik Oerlikon verwendet wurden. Vorgesehen waren die Lokomotiven für die Verwendung auf mit Drehstrom elektrifizierten Strecken in der Ebene und auf Strecken in Fluss-Gebieten, speziell für die Strecke Genua–Savona, die am 1. September 1916 elektrifiziert wurde.
Die Bezeichnung der Lokomotive ist nach folgenden Schema abgeleitet; E bedeutet Elektrolokomotive, die erste 3 zeigt die Anzahl der gekuppelten Achsen mit drei an, die zweite 3 klassifiziert die Lokomotive als eine mit größeren Kuppelraddurchmesser für die Verwendung von Personenzügen, und die dritte Ziffer 2 zeigt die zweite konstruktive Ausführung entsprechend der zwei ersten Ziffern an. Diese Bezeichnung trat seit 1917 in Kraft und wurde ab 1931 mit einem äußeren Schild an dem Kasten kenntlich gemacht.
Auf Grund des Eintritts von Italien in den Ersten Weltkrieg kam es erst 1917 zur Auslieferung aller sechs Lokomotiven. Auch entstanden die Lokomotiven mit einigen Mängeln im mechanischen wie im elektrischen Bereich, die einerseits auf die Umgehung der Patente von Società Italiana Westinghouse als auch auf Kriegsgründe zurückzuführen waren. Die Lokomotiven kamen 1917/1918 zu Probefahrten, bei denen sie selbständig Fahrten mit einer Geschwindigkeit von 75 km/h und mit Zügen von einer Masse von 230 t unternahmen. Das waren fünf vierachsige Personenwagen des Typs 1921. Eingeteilt wurden die FS E.332 dann in Dienstpläne, bei denen im Geschwindigkeitsbereich 37 und 50 km/h 430 t befördert werden konnte, bei einer Geschwindigkeit von 75 km/h war 400 t als Last vorgesehen und bei einer Geschwindigkeit von 100 km/h 300 t. Ab 1925 fuhren die Lokomotiven dann Züge mit einer Masse von 410 t von Genua aus, bis sie durch die FS E.333 ersetzt wurden. Diese Lokomotive hatte ein wesentlich günstigeres Verhältnis von Reibungsgewicht zu Gesamtgewicht, wodurch die Lokomotiven danach den Dienst auf wenig anspruchsvollen Nebenlinien unternahm.
Auf Grund der enttäuschenden Resultate der Prüfung gab es Verhandlungen mit der Firma Maschinenfabrik Oerlikon über die Beseitigung der Schwachstellen der Lokomotive, die aber nie ausgeführt wurden. Lediglich um 1930 wurde die elektrische Einrichtung in der Hauptwerkstatt Turin umgeändert. Die Steuerung der Widerstände wurde von einer pneumatischen in eine elektropneumatische umgeändert, was eine Vereinfachung der Arbeit des Lokführers brachte.
Die Lokomotiven waren von 1917 bis 1921 in Rivarolo Ligure, von 1921 bis 1925 in Rivarolo Ligure und Genova Piazza Principe beheimatet. Von 1925 bis 1931 waren sie in Genua Teralba beheimatet. Ab 1934 waren sie in Turin beheimatet. Nach der Umstellung der Eisenbahnlinien im Piemont auf Gleichstrom bzw. Dieselbetrieb wurden sie ab 1961 noch einmal nach Savona umbeheimatet, wo sie bald darauf ausgemustert wurden. Die letzte betriebsfähige Lokomotive war die E.332.003, die im Juni 1963 noch fahrfähig war. Verschrottet wurden die Lokomotiven dann bis Ende 1964.
Die Lokomotiven galten nur als Durchschnitt im Bereich der Zuverlässigkeit im Vergleich mit den anderen Lokomotiven des oberitalienischen Drehstromnetzes. Nach dieser Reihe war das Kapitel der Zusammenarbeit der FS mit Firmen aus der Schweiz im Bereich von Drehstromlokomotiven beendet. Auch im Betriebsdienst waren die Lokomotiven nicht sehr beliebt. Es ist aus der Literatur nicht zu entnehmen, dass sie eine Heizeinrichtung für den Reisezugdienst besaßen. Also konnten sie im Winterbetrieb nur mit einem Heizwagen betrieben werden. Der Hauptschalter befand sich bei den Lokomotiven im Rücken des Lokführerstandes ohne Schutzeinrichtung. Dabei soll es Explosionen mit tödlichen Ausgang infolge Überstrom durch das ausspritzende heiße Öl gegeben haben. Das brachte den Lokomotiven den wenig positiven Spitznamen Assassine oder Casse da morto (Kasten des Todes) ein.

## Technische Beschreibung
Die Lokomotiven, und auch die FS E.331 unterschieden sich von den anderen Lokomotiven des oberitalienischen Drehstromnetzes durch die Ausführung als lange glatte Kastenlokomotive ohne jegliche Vorbauten, mit Endführerständen und Aufstiegen auf beiden Seiten sowie die Vorlauf-Drehgestelle. Von der FS E.331 war die Reihe FS E.332 nur nach mehrmaligem Hinsehen zu unterscheiden; der einzige augenscheinliche Unterschied bestand in der Dachform; zwischen den Stangenstromabnehmern hatte die FS E.332 einen zusätzlichen Aufbau; der vordere Teil des Daches bis zum Führerstand war bei ihr leicht angeschrägt, bei der FS E.331 war er gerade.

### Mechanischer Teil
Das Laufwerk der Lokomotive war für einen leichten Bogenlauf auf den kurvenreichen Strecken um Genua ausgewählt worden. Angeregt wurde die Konstruktion durch die Lokomotive E.3101 der Chemin de Fer du Midi aus Frankreich die damals noch als Stangenlokomotive gebaut wurde. Die Fahrmotoren waren im Vergleich zur FS E.330 nach oben verlegt und besaßen einen Durchmesser von 2.140 mm. Von diesen wurden über einen Schrägstangenantrieb zwei zwischen den Laufachsen liegende Blindwellen angetrieben, wovon die Treibräder angetrieben wurden. Das brachte eine erhebliche Gewichtszunahme bei der Lokomotive gegenüber der Konstruktion von Società Italiana Westinghouse, die Lokomotive hatte ein spezifisches Gewicht von 21,5 kW/t. Hinzu kamen noch Störungen durch komplizierteren Massenausgleich.

### Elektrischer Teil
Die elektrische Ausrüstung der Lokomotive ist nach einem Patent der Firma Maschinenfabrik Oerlikon entstanden. Sie sah eine Schaltung der Motoren in Serienschaltung mit 6 und 8 Polen sowie in Parallelschaltung mit 6 und 8 Polen vor. Der von der Fahrleitung übernommene Drehstrom wurde mit dem optimalen Leistungsfaktor den Fahrmotoren zum Antrieb übergeben. Zwischen den vier Fahrstufen wurden keine Flüssigkeitsanlasser wie bei den anderen Lokomotiven des oberitalienischen Drehstromnetzes verwendet, sondern die Stromregelung geschah über metallene Widerstände. Diese Widerstände dienten als sogenannter Beschleuniger zwischen den Dauerfahrstufen. Durch sie wurde eine gleichmäßige Beschleunigung beim Anfahren und beim Wechseln auf eine höhere Geschwindigkeitsstufe ermöglicht. Das brachte ebenfalls eine bedeutende Erhöhung des Gewichtes der Lokomotive; gegenüber der FS E.333 besaß die Lokomotive rund 15 t mehr Gewicht. Die Steuerung der Umschaltung zwischen den einzelnen Geschwindigkeitsstufen wurde anfangs pneumatisch realisiert, nach 1930 wurde sie auf eine elektropneumatische Steuerung umgebaut, was eine Vereinfachung der Bedienung bedeutete. Die Widerstände benötigten eine zusätzliche Kühlung, die mit zwei Elektroventilatoren mit einer Gesamtleistung von 12 kW realisiert wurde. Die Ausführung der Kühlung war ebenfalls eine Quelle von Störungen im rauen Alltagsbetrieb.
Die Lokomotiven arbeiteten in den Geschwindigkeitsstufen 37,5 km/h, 50 km/h, 75 km/h und 100 km/h. Innerhalb dieser Geschwindigkeitsstufen leisteten sie bei 37,5 km/h 950 kW und hatten eine Zugkraft von 88 kN. Bei 50 km/h hatten sie eine Leistung von 1.280 kW und eine Zugkraft von 88 kN. Bei 75 km/h hatten sie eine Leistung von 2.000 kW und eine Zugkraft von 93 kN. Bei Höchstgeschwindigkeit betrug die Leistung 1.900 kW und die Zugkraft 59 kN.